# Ribnjak (Našice)
Pour les articles homonymes, voir Ribnjak.
Ribnjak est un village de la municipalité de Našice (Comitat d'Osijek-Baranja) en Croatie. Au recensement de 2011, la ville comptait 51 habitants.